# Ray Davis
Pour les articles homonymes, voir Davis.
Ray C. Davis (né le 15 octobre 1941) est un businessman américain. Réputé particulièrement discret (en 2012, il est cité comme « mystérieux milliardaire » parmi les 300 personnes les plus riches du monde), il a fait fortune dans le domaine du pétrole et de la finance ; il a notamment été PDG et codirecteur d'une société (cotée en bourse) spécialisée dans le stockage et transport pétrogazier : Energy Transfer Partners (ETP) ; il a aussi dirigé le fonds ETE Energy Transfer Equity, et a été le discret copropriétaire et codirecteur de l'équipe des Rangers du Texas de la Ligue majeure de baseball (MLB). Il est réputé n'avoir presque jamais donné d'interview.

## Carrière professionnelle
Ray C. Davis a travaillé pour l'industrie pétrogazière durant une quarantaine d'années, dont en cofondant en 1994 l'entreprise Energy Transfer Partners (ETP).
Avant de prendre sa retraite de dirigeant du groupe ETP et de l'ETE homonyme en 2007,.
Il n'a cependant pas tout à fait quitté le monde de l'entreprise et de la finance puisque encore appointé comme directeur d'Avatar Investments, une société d'investissement basée à Dallas, créée sous le statut de limited partnership (LP) le 29 août 2003.
Lors de la crise bancaire et financière de l'automne 2008, Davis fait sa première apparition sur la liste Forbes 400 des personnes les plus riches du monde (s'y classant en 367e position, avec fortune nette estimée à environ 1 milliard de dollars) passant en 2012 à la 315e place (avec une fortune estimée en valeur nette à 1,5 milliard de dollars... pour atteindre la 296e place en 2013 avec une valeur nette de 1,9 milliard de dollars, soit une fortune qui aurait doublé en seulement 4 ans.
Il est aussi président du conseil d'administration et directeur d'Avatar Investments, L.P (dit « Avatar »), une « société d'investissement familiale diversifiée », dont les bureaux sont sur la Sherry Lane à Dallas, et qui gère ou dirige plus de 25 autres sociétés (selon le registre du Secrétariat d'État du Texas, consulté le 22 mars 2025).

## Politique
Ray Davis ne s'est jamais publiquement prononcé sur ses opinions politiques, mais selon Forbes et USA Today, il est identifié comme l'un des soutien de Donald Trump dont il a cofinancé une ou plusieurs campagnes. Il aurait aussi soutenu d'autres candidats républicains.

## Propriétaire de l'équipe«Texas Rangers»

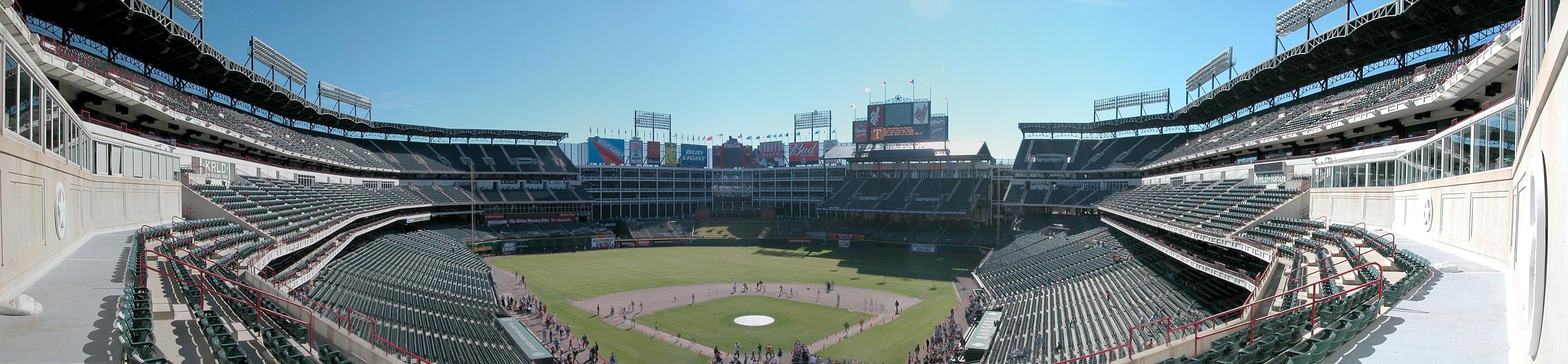
Rangers Ballpark d'Arlington, doté de 48 114 places dont 126 « suites de luxe ».

En 2010, lorsque le club des Rangers du Texas, alors en faillite à la suite de lourdes dettes, est mis en vente aux enchères (le 4 août 2010), Ray Davis s'est joint à Bob R. Simpson (autre milliardaire issu du secteur des hydrocarbures non conventionnels, cofondateur et ancien PDG de XTO Energy Inc, qui a fait fortune en exploitant notamment le gaz de schiste du gisement des schistes de Marcellus) et à Chuck Greenberg et Nolan Ryan pour acheter l'équipe, faisant monter les enchères jusqu'à 593 millions de dollars). Davis et Simpson ont financé la majorité du fonds nécessaire à l'achat. Ils sont ainsi devenus co-présidents des Rangers (Davis en étant le propriétaire majoritaire), mais ils ont toujours préféré rester en retrait, en se présentant comme simples « consultants seniors », pendant que Greenberg et Ryan géraient l'équipe en tant que PDG et président du club.
Après que Greenberg ait, en 2011 donné sa démission (« une décision largement rapportée comme une éviction » selon Thomas Korosec, [journaliste américain basé au Texas et connu pour ses enquêtes approfondies] en septembre 2012), Ryan a assumé le rôle de PDG du club. En 2013, quand Ryan a quitté l'équipe, la MLB a accepté que Davis prenne sa place comme responsable principal des Rangers, rendant Davis directement responsable des opérations de l'équipe.
Malgré ce rôle officiel, Davis et Simpson sont restés discrètement en arrière-plan (comme consultants seniors), laissant la gestion quotidienne aux responsables des opérations de baseball : Jon Daniels jusqu'en 2022 (d'abord en tant que directeur général, puis en tant que président des opérations de baseball) et Chris Young, qui a pris la relève comme directeur général à partir de 2023.
Le 1er novembre 2023, les Rangers gagnent contre les Diamondbacks de l'Arizona, en cinq matchs, remportant la Série mondiale 2023, offrant à Davis son premier championnat victorieux.

## Éléments de biographie personnelle
Davis est un homme réputé solitaire et discret, qui évite les feux de la rampe, repoussant toutes les demandes d'interviews et refusant également de parler de ses relations d'affaires ; selon les éléments qu'il a fournis pour sa biographie, il s'intéresse « à l'élevage, à la chasse aux oiseaux et à la lecture », sauf dans un cas au moins : une interview exclusive, accordée à Brad Townsend du Dallas Morning News en 2015, dans laquelle il s'est finalement peu livré.
Il est marié à Linda Davis, et ils ont eu ensemble trois enfants qui vivent dans la région de Dallas/Fort Worth.

## Davis, donateur
Davis est un donateur actif principalement orienté vers des causes conservatrices et républicaines pour ce qui concerne les dons à des partis ou personnalités politiques (Donald Trump notamment). Il a aussi donné : 
- 1 million de dollars à la bibliothèque et au musée présidentiels George W. Bush, au sein du George W. Bush Presidential Center conçu par l'architecte américain Robert A. M. Stern à Dallas, ouvert le 25 avril 2013 et qui aurait coûté entre 200 et 500 millions de dollars[13] ;
- 1 million de dollars à la Fondation Buckner, une organisation caritative chrétienne basée à Dallas, connue sous le nom de Buckner International, créée en 1879 par le pasteur baptiste R.C. Buckner ;
- 1 million de dollars à l'International Justice Mission (une ONG qui lutte contre les injustices, dont le trafic humain).